# Societat genealògica
Una societat genealògica o societat d'història familiar és una associació, sovint benèfica o sense ànim de lucre, que permet als genealogistes membres i als historiadors familiars treure profit d'un coneixement compartit. Les grans societats sovint són propietàries de biblioteques, patrocinen seminaris de recerca i viatges a l'estranger i publiquen revistes. Algunes societats es concentren en un nínxol específic, com ara la història familiar d'una determinada zona geogràfica, ètnia, nacionalitat o religió. Les societats de llinatge són societats que limiten la seva pertinença a descendents d'una determinada persona o grup de persones d'importància històrica.